# Das grenzt an Liebe
Das grenzt an Liebe ist eine Liebeskomödie des Regisseurs Rob Reiner aus dem Jahr 2014 mit Michael Douglas und Diane Keaton in den Hauptrollen. Das Drehbuch schrieb Mark Andrus.

## Handlung
Oren Little ist ein egoistischer Immobilienmakler in New York, der sich nach dem Tod seiner Frau von seinen Mitmenschen zurückgezogen hat und nur noch sein nobles Elternhaus verkaufen will, um sich dann zur Ruhe zu setzen. Daher lebt er vorübergehend in seinem eigenen Mietshaus und macht dort seinen Mietern das Leben schwer.
Eines Tages steht unerwartet sein Sohn Luke vor der Tür und konfrontiert ihn mit der Tatsache, dass Oren der Großvater der zehnjährigen Sarah ist, die Luke bei ihm unterbringen will, da er für einige Monate ins Gefängnis muss.
Da Oren offensichtlich mit der Situation überfordert ist, nimmt sich die Nachbarin Leah der Enkeltochter an. Leah ist Witwe und versucht, als Barsängerin etwas Geld zu verdienen. Bei ihr findet Oren Hilfe, und je mehr Zeit er mit seiner Enkelin und Leah verbringt, desto mehr erfährt auch er wieder Gefühle wie Mitgefühl und Liebe. Dennoch versucht er das Kind mit seiner leiblichen Mutter zusammenzubringen, was allerdings nicht funktioniert; Sarah hat ihre Mutter noch nie gesehen und diese ist infolge ihrer Drogenabhängigkeit nicht in der Lage, Erziehungsverantwortung für ihre Tochter zu übernehmen.
Sozial auf neuen Pfaden unterwegs, beschafft Oren seinem Sohn einen guten Anwalt, der ein Wiederaufnahmeverfahren erreicht und Lukes Unschuld beweisen kann. Nun kann Sarah wieder zu ihrem Vater zurückkehren. Nachdem Oren sein Haus verkauft hat, steht er kurz vor der Abreise nach Vermont, wo er sich eigentlich zur Ruhe setzen wollte. Doch er gesteht sich seine Liebe zu Leah ein und bleibt bei ihr.

## Soundtracks
- Both Sides, Now, Written by Joni Mitchell, Produced by Alan Silverman, Performed by Judy Collins
- Ramblin' Man, Written by Dickey Betts (as Forrest Richard Betts), Performed by The Allman Brothers Band
- It Could Happen To You, Written by Johnny Burke & James Van Heusen, Produced by Frank Wolf, Performed by Diane Keaton
- Blue Moon, Written by Lorenz Hart & Richard Rodgers, Produced by Frank Wolf, Performed by Diane Keaton
- Get It Rite, Written by William Levell Hansbrough & Steven E. Hopkins, Performed by Tiny Moo
- En La Plaza, Written by German Baratto Callejas & Scott Gerow, Performed by Los Dos
- Let’s Work Together, Written by Wilbert Harrison, Performed by Canned Heat
- This Is Now, Written and performed by Jeff Dale & Tim Reilly
- Teenage Love Dies, Written and performed by Max Brodie
- Something To Talk About, Written by Shirley Eikhard, Produced by Frank Wolf, Performed by Diane Keaton
- Up On Cripple Creek, Written by Robbie Robertson, Performed by The Band
- The Shadow Of Your Smile, Written by Johnny Mandel & Paul Webster, Produced by Frank Wolf, Performed by Diane Keaton

## Produktion
Das Budget des Films betrug rund 30 Millionen US-Dollar.

## Kritiken
- Cinema: Überdrehte Komödie, die sich zu oft im Ton vergreift und auch darstellerisch enttäuscht.
- Die Welt: Reiners Alterswerk ist das filmische Äquivalent zur beigen Rentnerjacke: farblos, vorhersehbar und ein ziemlich trauriger Anblick.